# Savske elektrarne Ljubljana
Savske elektrarne Ljubljana (kratica: SEL) je energetsko podjetje, ki se ukvarja s proizvodnjo električne energije preko hidroelektrarn na povodju reke Sava. 
Direktor podjetja je Uroš Koselj.

## Zgodovina
Podjetje je bilo ustanovljeno leta 1965.

## Hidroelektrarne
V sklopu družbe delujejo naslednje hidroelektrarne:
- Hidroelektrarna Moste,
- Hidroelektrarna Mavčiče,
- Hidroelektrarna Medvode,
- Hidroelektrarna Vrhovo.